# 스피티흐네프 2세

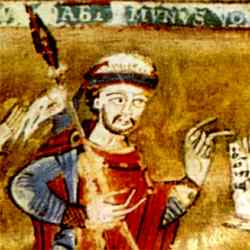
스피티흐네프 2세

스피티흐네프 2세(체코어: Spytihněv II., 1002년 또는 1005년 ~ 1055년 1월 10일)는 보헤미아의 공작(재위: 1035년 ~ 1055년)이다.

## 생애
브르제티슬라프 1세 공작과 그의 아내인 슈바인푸르트(Schweinfurt)의 유디트(Judith)의 장남이다. 1055년에 사망한 브르제티슬라프 1세의 뒤를 이어 보헤미아의 공작으로 즉위했다.
서임권 투쟁이 진행 중이었을 때 교황 빅토르 2세는 그와 함께 교황과 보헤미아 간의 동맹 관계를 수립하기 위한 방안을 모색했다. 교황은 스피티흐네프 2세에게 매년 현금 100 마르크를 지급하는 한편 주교가 착용하는 주교관, 튜닉을 전달했다.
스피티흐네프 2세는 자신의 형제들이 모라바를 상속받은 이후에 300명에 달하는 모라바의 부호들을 체포했고 자신의 형제들이 모라바에 갖고 있던 특권들을 모두 박탈했다. 이 때문에 올로모우츠 공작을 역임하고 있던 브라티슬라프는 1058년에 헝가리로 망명하게 된다. 1061년에 사망했으며 그의 공작위는 브라티슬라프 2세가 승계받았다.
| 전임 브르제티슬라프 1세 | 보헤미아의 공작 1055년 ~ 1061년 | 후임 브라티슬라프 2세 |